# Moïse Paillard
Moïse Paillard (* 11. Juni 1753 in Le Chenit; † 7. Juni 1830 in Sainte-Croix; heimatberechtigt in Sainte-Croix) war ein Schweizer Unternehmer, Erfinder und Beamter.

## Leben
Paillard eröffnete 1814 in Sainte-Croix ein Uhrmacheratelier. 1825 erweiterte er dieses um eine Werkstatt für Musikdosen. Als Erfinder entwarf er vor 1803 einen Segelwagen sowie einen lenkbaren Ballon.
Während der Zeit der Helvetischen Republik war Paillard Nationalagent von Sainte-Croix und von 1820 bis zu seinem Tod dort Zollbeamter.
Paillards Eltern waren der Uhrmachermeister Salomon Paillard und Emilie Meylan. Er heiratete 1782 Marianne, Tochter des Daniel Jaccard. Sein Urenkel Ernest Paillard (1851–1922) gründete 1889 das Unternehmen E. Paillard & Cie., seit 1920 Paillard SA. Seine Nachkommen führten bis 1974 das bis 1989 bestehende Unternehmen.